# Yusuf ibn Tashfin
Yusuf ibn Tashfin, död 1106, var regerande emir av almoravidernas rike 1061–1106.